# Carolina Henriette MacGillavry
Carolina Henriette MacGillavry (Amsterdam, 22 januari 1904 - aldaar, 9 mei 1993) was een Nederlands scheikundige en kristallografe.

## Jeugd en opleiding
MacGillavry stamde af van een highlander in de Schotse brigade, die in 1794 bij Nijmegen gewond was geraakt in de strijd tegen de oprukkende Fransen en later met een Nederlandse was getrouwd. Zelf kwam ze uit een intellectueel gezin met zes kinderen. Haar moeder Alida IJda Sophia Matthes was onderwijzeres en haar vader Donald MacGillavry hersenchirurg. Haar vader liet elk van zijn kinderen een insectengroep bestuderen, voor Carolina waren dat de mieren. Maar na haar eindexamen aan het Barlaeus Gymnasium interesseerde ze zich meer voor de levenloze natuur. Ze ging in 1921 scheikunde studeren aan de Universiteit van Amsterdam, waar haar interesse werd gewekt voor de toen net ontdekte kwantummechanica. In 1932 behaalde ze cum laude haar doctoraal. Daarna werd ze assistente van professor A. Smits. Onder invloed van J.M. Bijvoet ging ze zich daarna met kristallografie bezighouden, waarin ze in op 27 januari 1937 bij prof. A.H.W. Aten cum laude promoveerde.

## Loopbaan

### Kristallografie
Na haar promotie werd ze korte tijd assistente van A.E. van Arkel in Leiden, tot Bijvoet haar datzelfde jaar nog terughaalde naar het Amsterdamse Laboratorium voor Kristallografie. Samen met Bijvoet deed ze onderzoek naar diffractie en röntgenanalyse van kristalstructuren. Later ging ze zich ook bezighouden met anorganische chemie. Ze werd eerst conservator aan dat laboratorium, en later, in 1947 lector.

### Directe methode
Vlak na de oorlog was MacGillavry een van de opstellers van de directe methode, een nieuwe rekenmethode die voor onderzoek naar kristalstructuren kon worden gebruikt. De basis van deze methode is de Harker Kasper-ongelijkheid, die in 1948 werd gepubliceerd door de Amerikaanse kristallografen David Harker en John Simon Kasper en in 1947 was gepresenteerd. MacGillavry had deze methode onafhankelijk en gelijktijdig ontdekt, wat in 1949 bleek uit haar presentatie in Ann Arbor op een bijeenkomst van de Crystallographic Society of America. Ze werd internationaal gezien als een autoriteit op het gebied. In 1948 vertrok ze voor een jaar naar de Verenigde Staten, waar ze met Raymond Pepinsky werkte.

### Hoogleraar
In Nederland werkte ze samen met Philips op het gebied van de fysica van vaste stoffen. In 1957 werd ze hoogleraar in Amsterdam, waar haar internationale contacten ook aan haar studenten ten goede kwamen. In 1968 trouwde ze met de arts J.H. Nieuwenhuizen. In 1972 ging ze met emeritaat. Ze had in haar werkzame leven 21 promovendi opgeleid.
MacGillavry genoot nationaal en internationaal aanzien. In 1950 werd zij tot eerste vrouwelijk lid benoemd van de Koninklijke Nederlandse Akademie van Wetenschappen. Internationaal bracht ze wetenschappelijke aspecten in het werk van de Nederlandse graficus Maurits Escher als symmetrie en periodiciteit onder de aandacht in diverse publicaties. Maar ook liet zij hem exposeren tijdens een congres over kristallografie in Cambridge (Massachusetts) in de V.S., waar Escher ook een lezing hield.

## Publicaties (selectie)
- met A Smits: Experiences sur l'activité du plomb provenant du toit de l'observatoire a Paris, Amsterdam: s.n., 1929.
- Röntgendiffractie van veel-kristallen : de kristalstructuur van eenige diamminen, dissertatie 1937, Muusses, Purmerend.
- met Bijvoet, J.M.: overzichtartikelen in Nederlandsch Tijdschrift voor Natuurkunde, nrs. 15 t/m 18
- met Bijvoet, J.M.: in Chemisch Weekblad, nr. 36
- met Bijvoet, J.M. en N.H. Kolkmeijer: Röntgenanalyse van kristallen, tweede dr., 1948; Duitstalige uitgave: Röntgenanalyse von Krystallen, Berlin Springer 1940; Engelstalige uitgave: X-ray analysis of crystals, New York, Interscience Publishers, 1951.
- De kristallografie en haar beoefenaars, inaugurele rede KNAW, 1950
- bijdrage over directe methode in Pepinsky (ed), Computing methods and the phase problem in x-ray crystal analysis, 1952
- met Gerard D. Rieck en Kathleen Lonsdale, International tables for x-ray crystallography. Vol. III. Physical and chemical tables, Birmingham : Kynoch press, 1962
- Symmetry aspects of M.C. Escher's periodic drawings, International Union of Crystallography, 1965 en vele latere drukken, maakte het werk van de kunstenaar Maurits Cornelis Escher in de VS bekend.
- met J.C. Bart: The crystal and molecular structure of canthaxanthin, Acta crystallographica. Section B: Structural crystallography and crystal chemistry, 1968 Dec 15; 24(12): 1587-606
- Afscheidscollege, s.l. : s.n., 1972
- Fantasy & symmetry : the periodic drawings of M.C. Escher, New York : H.N. Abrams, 1976
- The polyhedron in A. Dürer's Melencolia I. An over 450 years old puzzle solved?, 1981 over het raadsel van het kristal op de beroemde Dürer-prent Melencolia I
- met Gerard D. Rieck en Kathleen Lonsdale: Physical and chemical tables, Dordrecht, Reidel, 1983 en latere drukken en uitgaven
- Hidden symmetry in: M.C. Escher: art and science. Onder red. van H.S.M. Coxeter e.a., Amsterdam 1985, 69-80
- The symmetry of M.C. Escher: "impossible" images (in: Computers & Mathematics with Applications 12B (1986) 123-138).

## Nalatenschap en eerbetoon
MacGillavry liet een fonds na. Onderzoekers in de bètawetenschappen uit een aantal specifieke Afrikaanse ontwikkelingslanden (Angola, Botswana, Congo, Lesotho, Malawi, Mauritius, Mozambique, Namibië, Swaziland, Seychellen, Tanzania, Zambia, Zimbabwe en Zuid-Afrika) kunnen een beroep doen op het MacGillavryfonds om in Nederland te promoveren.
De Universiteit van Amsterdam richtte een MacGillavry wervingsprogramma voor vrouwelijk wetenschappelijk talent in. In 2019 werden in dit kader zeven vrouwen als fellow aangesteld aan de Faculteit Natuurwetenschappen, Wiskunde en Informatica.
De belangrijkste toegangsweg van het Science Park Amsterdam is vernoemd naar MacGillavry: de Carolina MacGillavrylaan.
- Bibliothèque nationale de France: cb12411067v (data)
- Biografisch Portaal: 17081709
- CiNii: DA00577620
- Gemeinsame Normdatei: 172270103
- International Standard Name Identifier: 0000 0001 1650 4738
- Library of Congress Control Number: n81086458
- Mathematics Genealogy Project: 133578
- Nationale Bibliotheek van Tsjechië: xx0152801
- Nationale Bibliotheek van Israël: 987011386581305171
- Nederlandse Thesaurus van Auteursnamen: 07074632X
- Système universitaire de documentation: 033222789
- Virtual International Authority File: 57939115
- WorldCat: E39PBJdCv8vqV9493RBP9cxhpP